# Simidin
Simidin est une commune située dans le département de Nanoro de la province de Boulkiemdé dans la région du Centre-Ouest au Burkina Faso.